# Comisia Internațională de Cooperare Intelectuală
Comisia Internațională de Cooperare Intelectuală (uneori numită Comitetul de Cooperare Intelectuală a Societății Națiunilor) a fost o organizație consultativă pentru Societatea Națiunilor care avea scopul de a promova schimbul internațional cultural/intelectual între oameni de știință, cercetători, profesori, artiști și alți intelectuali. A fost înființată în 1922 și printre membrii săi distinși se numărau Henri Bergson, Albert Einstein, Marie Curie, Béla Bartók, Thomas Mann, Salvador de Madariaga, și Paul Valéry.
Neputând să asigure finanțarea necesară pentru a-și păstra un birou important la Geneva, organizației i-a fost oferită asistență din partea Franței de a înființa o ramură executivă (Institutul Internațional de Cooperare Internațională) la Paris în 1926.
CICI a lucrat îndeaproape cu Institutul Internațional de Cinematografie Educațională (în italiană Istituto Internazionale del Cinema Educatore) înființat la Roma în 1928 de Guvernul Italian.
Acesta a funcționat până în 1946, când a fost preluat de UNESCO.

## Legături externe
- Jean-Jacques Renoliet, « L’UNESCO oubliée : l'Organisation de Coopération Intellectuelle (1921-1946) » (în franceză)